# Грантс
Грантс (англ. Grants) — город на юго-западе США, административный центр округа Сибола штата Нью-Мексико. Население — 8806 человек (перепись 2000).

## География
По данным Бюро переписи населения США город имеет общую площадь 35,4 км². К северо-востоку от города находятся горы Сан-Матео и гора Тейлор (3446 м), самый высокий пик в регионе. К западу от города проходит Американский континентальный водораздел и расположены горы Зуни. Этот регион представляет собой в основном высокогорную пустынную область, где преобладают песчаники и застывшие потоки лавы.

## История
Грантс был основан в 1880-х годах как железнодорожный лагерь, когда три канадских брата Ангус, Джон и Льюис Гранты были награждены контрактом на строительство участка новой трансконтинентальной железной дороги. Сначала лагерь носил название Грантс-Кэмп, затем Грантс-Стейшн, и, наконец, Грантс. В 1950-х годах старатель и пастух Пэдди Мартинес обнаружил в районе Грантса урановую руду, что привело к урановому буму, который продолжался 30 лет.

## Климат
| Показатель                                   | Янв.  | Фев. | Март | Апр. | Май | Июнь | Июль | Авг. | Сен. | Окт. | Нояб. | Дек. | Год  |
| -------------------------------------------- | ----- | ---- | ---- | ---- | --- | ---- | ---- | ---- | ---- | ---- | ----- | ---- | ---- |
| Абсолютный максимум, °C                      | 22    | 24   | 28   | 32   | 37  | 41   | 41   | 39   | 36   | 32   | 27    | 22   | 41   |
| Средний суточный максимум, °C                | 8,9   | 12   | 15,7 | 20,1 | 25  | 30,8 | 31,8 | 30,2 | 27,4 | 21,9 | 14,4  | 9,7  | 20,7 |
| Средний суточный минимум, °C                 | −10,2 | −7,9 | −4,3 | −1,5 | 3,7 | 8,2  | 12,4 | 11,5 | 6,8  | 0,1  | −6,1  | −10  | 0,2  |
| Абсолютный минимум, °C                       | −35   | −28  | −19  | −14  | −9  | −2   | 3    | 1    | −7   | −12  | −30   | −36  | −36  |
| Норма осадков, мм                            | 14    | 11   | 15   | 12   | 16  | 13   | 43   | 53   | 36   | 28   | 17    | 16   | 274  |
| Источник: NowData — NOAA Online Weather Data |       |      |      |      |     |      |      |      |      |      |       |      |      |

## Демография
По данным переписи населения 2000 года в Грантсе проживало 8806 человек, 2321 семья, насчитывалось 3202 домашних хозяйства и 3626 жилых дома. Средняя плотность населения составляла около 248,7 человек на один квадратный километр. Расовый состав Грантса по данным переписи распределился следующим образом: 56,18 % белых, 1,62 % — чёрных или афроамериканцев, 11,97 % — коренных американцев, 0,92 % — азиатов, 0,12 % — выходцев с тихоокеанских островов, 4,38 % — представителей смешанных рас, 24,80 % — других народностей. Испаноязычные составили 52,36 % от всех жителей.
Из 3202 домашних хозяйств в 37,5 % — воспитывали детей в возрасте до 18 лет, 49,5 % представляли собой совместно проживающие супружеские пары, в 17,1 % семей женщины проживали без мужей, 27,5 % не имели семей. 24,1 % от общего числа семей на момент переписи жили самостоятельно, при этом 8,5 % составили одинокие пожилые люди в возрасте 65 лет и старше. Средний размер домашнего хозяйства составил 2,61 человека, а средний размер семьи — 3,06 человека.
Население по возрастному диапазону по данным переписи 2000 года распределилось следующим образом: 28,8 % — жители младше 18 лет, 9,3 % — между 18 и 24 годами, 27,9 % — от 25 до 44 лет, 21,7 % — от 45 до 64 лет и 12,3 % — в возрасте 65 лет и старше. Средний возраст жителей составил 34 года. На каждые 100 женщин в Грантсе приходилось 85,3 мужчин, при этом на каждые 100 женщин 18 лет и старше приходилось 79,4 мужчин также старше 18 лет.
Средний доход на одно домашнее хозяйство составил 30 652 доллара США, а средний доход на одну семью — 33 464 доллара. При этом мужчины имели средний доход в 31 870 долларов США в год против 20 808 долларов среднегодового дохода у женщин. Доход на душу населения составил 14 053 доллара в год. 19,4 % от всего числа семей в городе и 21,9 % от всей численности населения находилось на момент переписи населения за чертой бедности, при этом 31,8 % из них были моложе 18 лет и 11,1 % — в возрасте 65 лет и старше.

## Образование
В городе насчитывается семь начальных школ (англ. elementary school), одна средняя школа (англ. middle school) и две высшие школы (англ. high school). В Грантсе также есть одна частная католическая школа Св. Терезы и филиал Университета штата Нью-Мексико.

## Культура
В городе есть два музея: горного дела и истории авиации Западного Нью-Мексико.

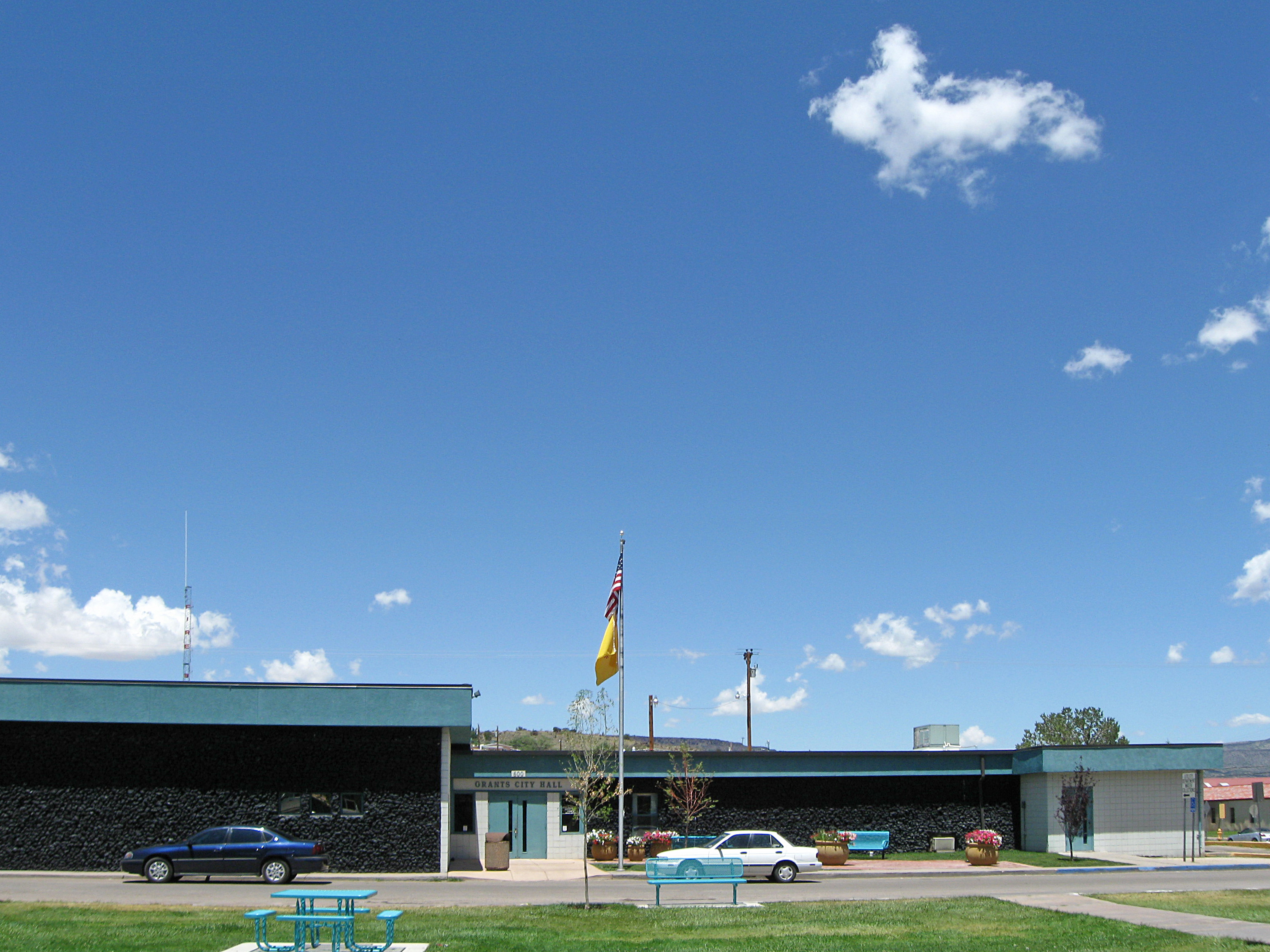
Мэрия
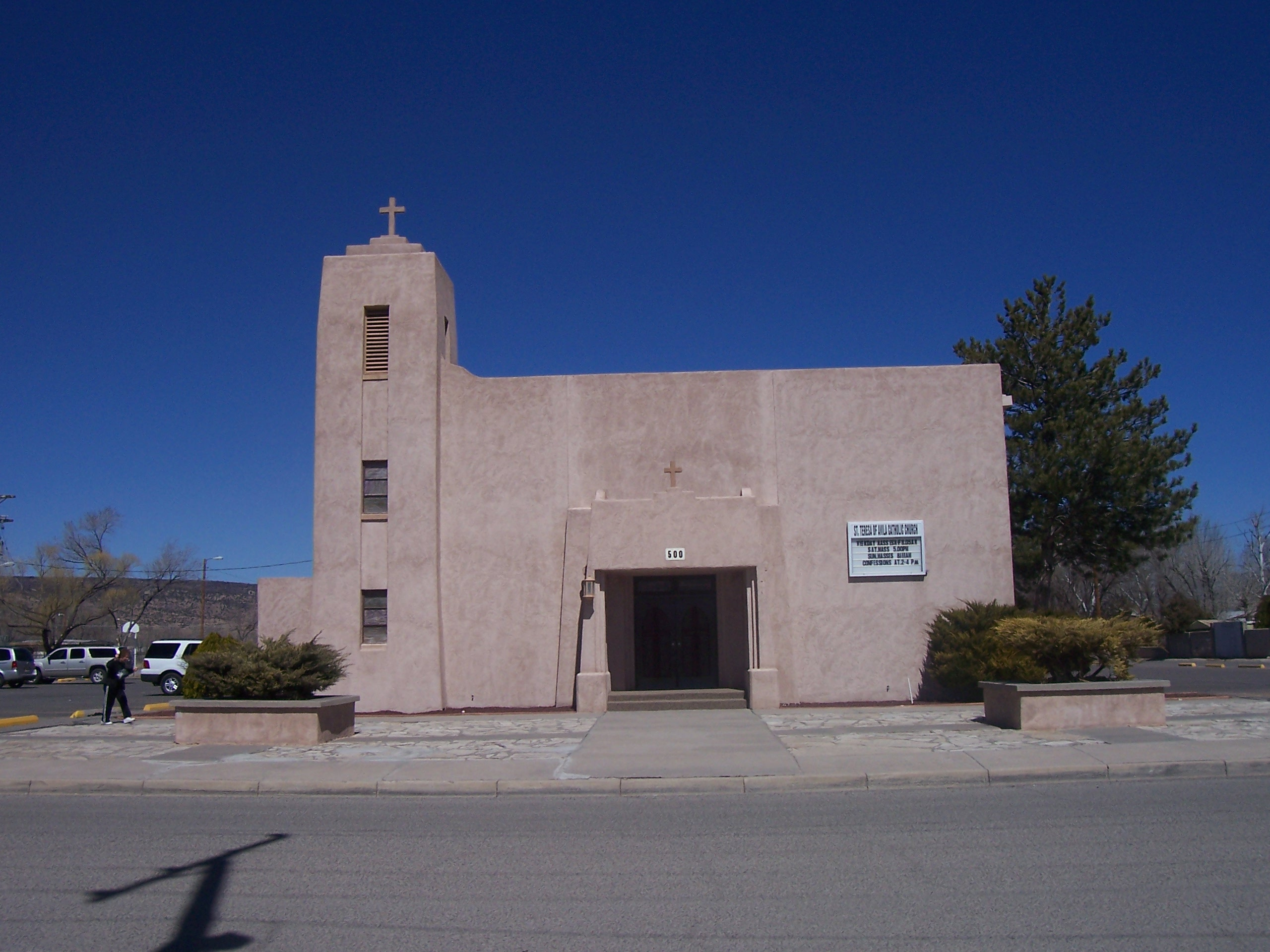
Церковь Св. Терезы
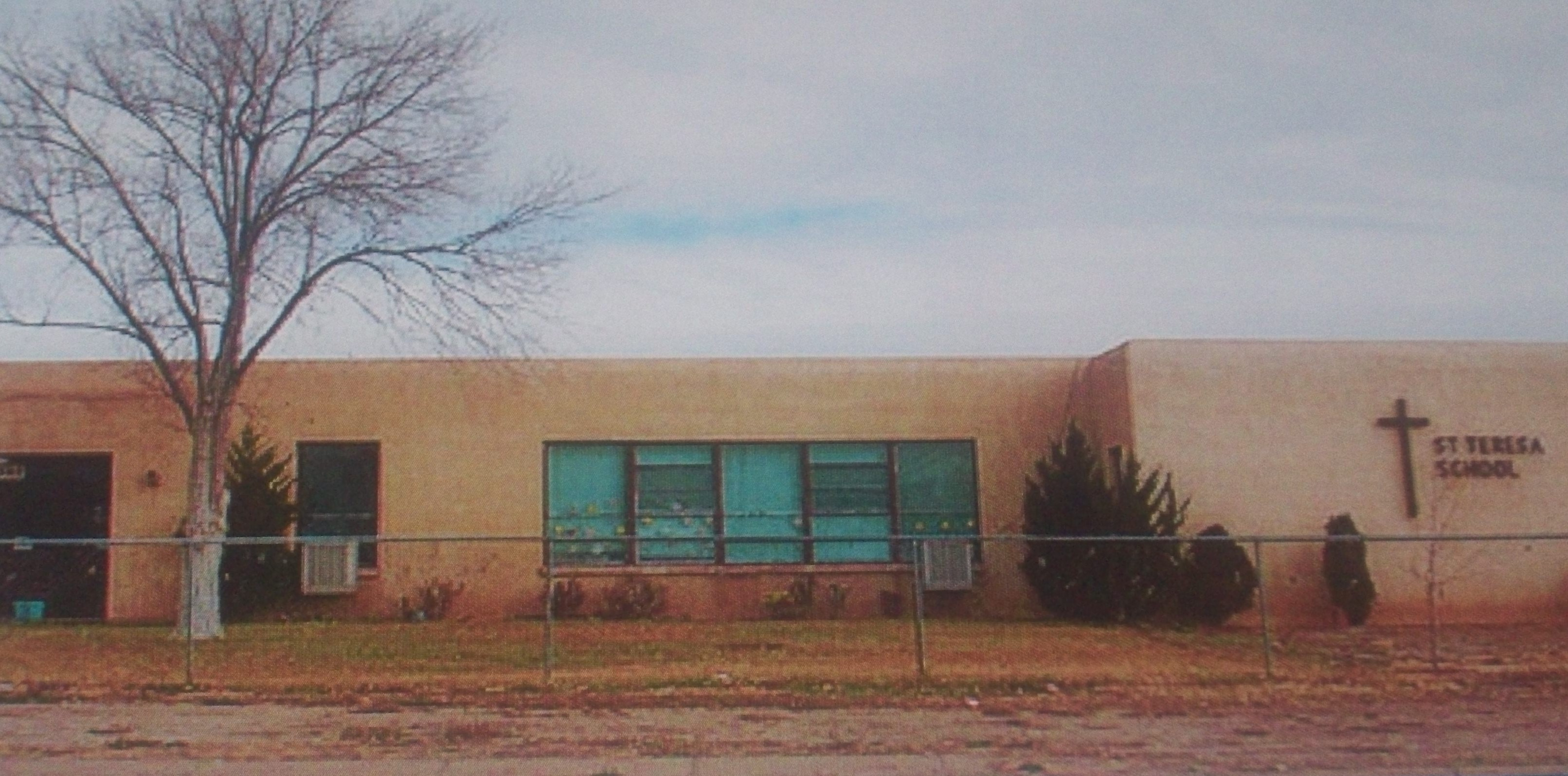
Католическая школа Св. Терезы
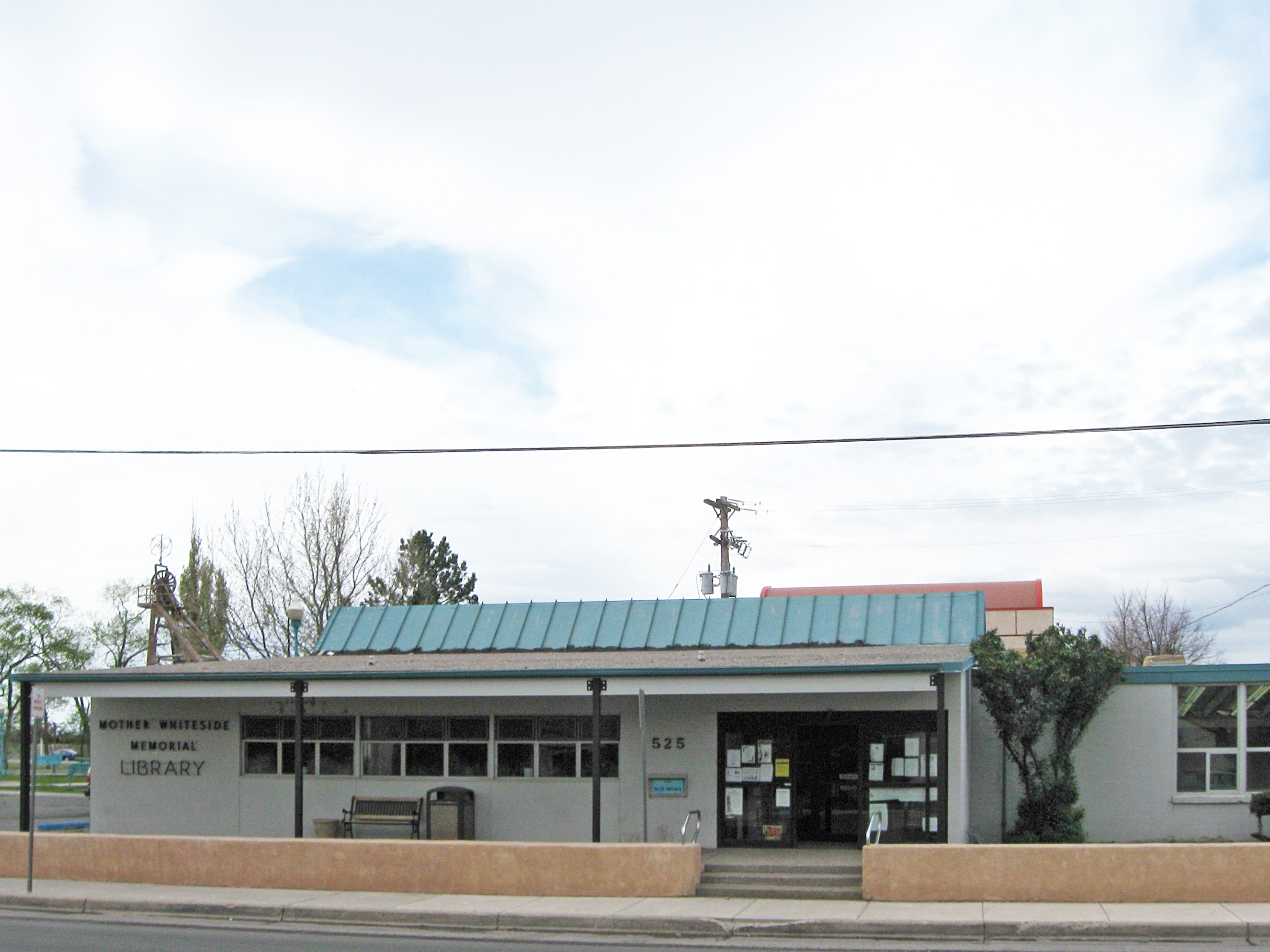
Библиотека
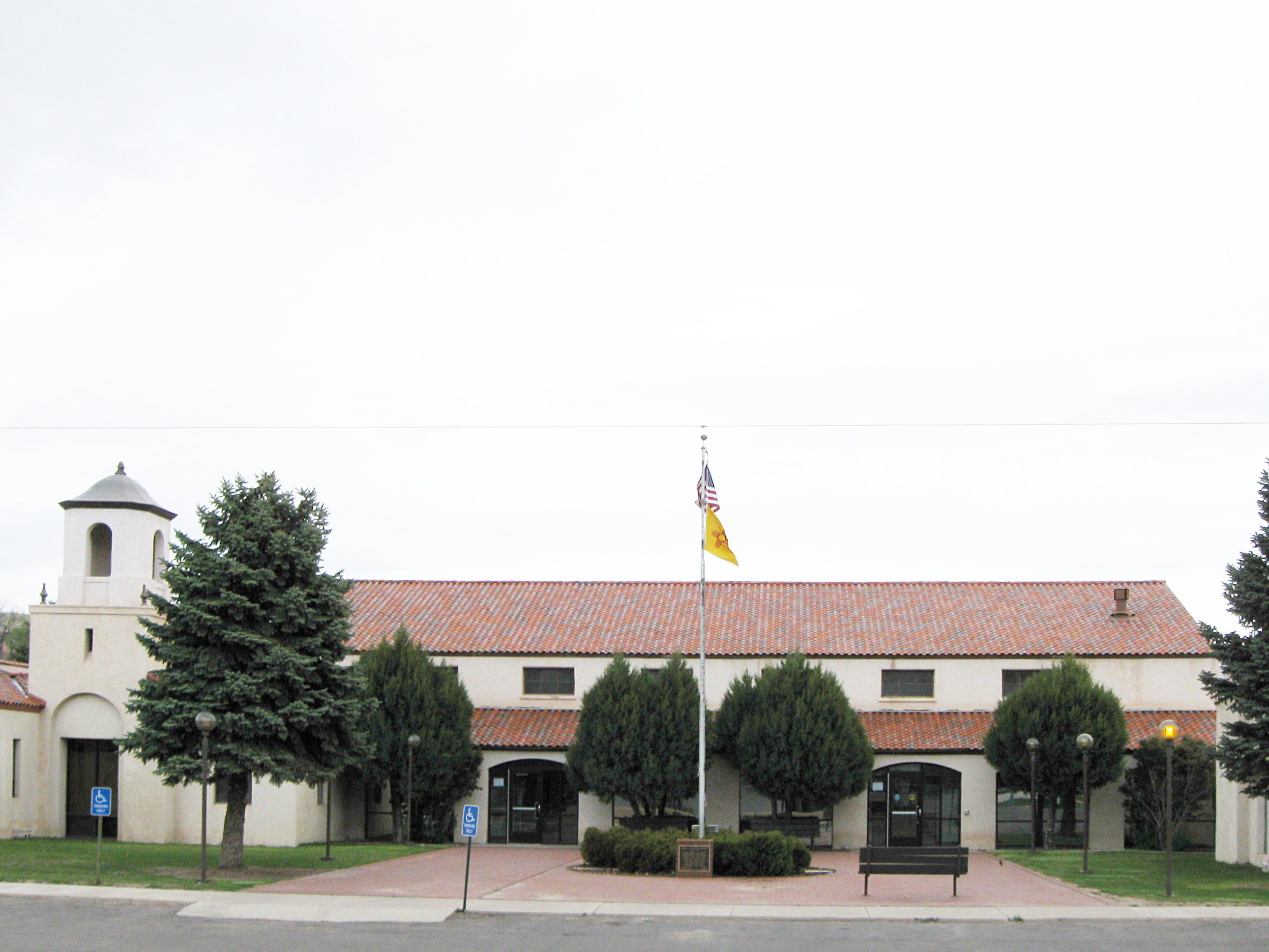
Здание суда округа Сибола